# العلاقات الإسواتينية الجنوب سودانية
العلاقات الإسواتينية الجنوب سودانية هي العلاقات الثنائية التي تجمع بين إسواتيني وجنوب السودان.

## مقارنة بين البلدين
هذه مقارنة عامة ومرجعية للدولتين:
| وجه المقارنة                                              | إسواتيني                                   | جنوب السودان                  |
| --------------------------------------------------------- | ------------------------------------------ | ----------------------------- |
| المساحة (كم2)                                             | 17.36 ألف                                  | 619.75 ألف                    |
| عدد السكان (نسمة)                                         | 1.37 مليون                                 | 12.58 مليون                   |
| الكثافة السكانية (ن./كم²)                                 | 78.92                                      | 20.3                          |
| العاصمة                                                   | لوبامبا، مبابان                            | جوبا                          |
| اللغة الرسمية                                             | لغة إنجليزية، لغة سوازي                    | لغة إنجليزية                  |
| العملة                                                    | ليلانغيني سوازيلندي                        | جنيه جنوب سوداني، جنيه سوداني |
| الناتج المحلي الإجمالي (بليون دولار)                      | 4.41 مليار                                 | 2.90 مليار                    |
| الناتج المحلي الإجمالي (تعادل القوة الشرائية) بليون دولار | 11.13 مليار                                | 22.88 مليار                   |
| الناتج المحلي الإجمالي الاسمي للفرد دولار أمريكي          | 3.20 ألف                                   | 73                            |
| الناتج المحلي الإجمالي للفرد دولار أمريكي                 | 8.29 ألف                                   | 2.02 ألف                      |
| مؤشر التنمية البشرية                                      | 0.531                                      | 0.467                         |
| رمز المكالمات الدولي                                      | +268                                       | +211                          |
| رمز الإنترنت                                              | .sz                                        | .ss                           |
| المنطقة الزمنية                                           | التوقيت القياسي لجنوب أفريقيا، ت ع م+02:00 | ت ع م+03:00                   |

## منظمات دولية مشتركة
يشترك البلدان في عضوية مجموعة من المنظمات الدولية، منها:
| علم المنظمة | اسم المنظمة                               | تاريخ انضمام إسواتيني | تاريخ انضمام جنوب السودان |
| ----------- | ----------------------------------------- | --------------------- | ------------------------- |
|             | مؤسسة التنمية الدولية                     | 22 سبتمبر 1969        | 18 أبريل 2012             |
|             | يونسكو                                    | 25 يناير 1978         | 27 أكتوبر 2011            |
|             | وكالة ضمان الاستثمار متعدد الأطراف        | 18 أبريل 1990         | 18 أبريل 2012             |
|             | الأمم المتحدة                             | 24 سبتمبر 1968        | 14 يوليو 2011             |
|             | الاتحاد البريدي العالمي                   | ?                     | ?                         |
|             | البنك الدولي للإنشاء والتعمير             | 22 سبتمبر 1969        | 18 أبريل 2012             |
|             | الاتحاد الدولي للاتصالات                  | 11 نوفمبر 1970        | 3 أكتوبر 2011             |
|             | مؤسسة التمويل الدولية                     | 22 سبتمبر 1969        | 18 أبريل 2012             |
|             | المركز الدولي لتسوية المنازعات الاستشارية | 14 يوليو 1971         | 18 مايو 2012              |
|             | منظمة الشرطة الجنائية الدولية             | ?                     | ?                         |
|             | الاتحاد الأفريقي                          | ?                     | ?                         |
|             | البنك الإفريقي للتنمية                    | ?                     | ?                         |

## وصلات خارجية
- موقع وزارة الخارجية الجنوب سودانية